# Julius Vorster junior
Friedrich Julius Vorster (* 17. Juni 1845 in Köln; † 29. Mai 1932 in Oberkassel bei Bonn) war ein deutscher Unternehmer der Chemieindustrie, Verbandsvertreter und Politiker der freikonservativen Partei.

## Leben
Sein gleichnamiger Vater war Mitbegründer der Chemischen Fabrik Kalk. Vorster absolvierte eine kaufmännische Ausbildung. Ende der 1860er Jahre trat er in das väterliche Unternehmen ein. Neben seinem Bruder Fritz und Richard Grüneberg, einem Nachkommen von Hermann Grüneberg, war er Leiter des Unternehmens. Daneben verfügte er über einen beträchtlichen Immobilienbesitz. Darüber hinaus war Vorster Aufsichtsratsmitglied in verschiedenen Unternehmen.
Vorster war in vielfältiger Weise als Interessenvertreter der Wirtschaft tätig. Er war Mitglied im Bezirkseisenbahnrat Köln und saß im Direktorium des Centralverbandes Deutscher Industrieller. Außerdem war er Mitglied im geschäftsführenden Ausschuss des Langnam-Vereins. Abgesehen von der Wirtschaftspolitik engagierte er sich auch in anderen Fragen. So war Vorster Vorsitzender des Vereins für Schulreform. Er verfasste einige Schriften zur Sozial- und Wahlrechtspolitik. Als Protestant finanzierte er 1903 den Abdruck der Predigten des in Köln überaus populären liberalen Theologen Carl Jatho und machte ihn so in ganz Deutschland bekannt, was aber letztlich zu dessen Amtsenthebung führte.
Als Mitglied der Freikonservativen Partei war Vorster zwischen 1899 und 1918 Mitglied im Preußischen Abgeordnetenhaus, er vertrat dabei den Wahlkreis Moers. Im Wahlkreis Moers-Rees kandidierte er seit 1898 mehrmals erfolglos für den Reichstag.
Vorster starb 1932 kurz vor seinem 87. Geburtstag und wurde in der Familiengrabanlage auf dem Kölner Melaten-Friedhof beigesetzt.

## Ehrungen
Seit 1930 war Vorster Ehrenbürger der damals selbständigen Gemeinde Oberkassel (heute Teil der Stadt Bonn). Dort ist eine Straße nach ihm benannt.